# Тринита
Тринита (итал. Trinità) — коммуна в Италии, располагается в регионе Пьемонт, в провинции Кунео.
Население составляет 2055 человек (2008 г.), плотность населения составляет 73 чел./км². Занимает площадь 28 км². Почтовый индекс — 12049. Телефонный код — 0172.
Покровителем коммуны почитается святой Георгий, празднование 23 апреля.

## Демография
Динамика населения:

## Администрация коммуны
- Официальный сайт: http://www.comune.trinita.cn.it/